# Yukihiro Yamase
Yukihiro Yamase (født 22. april 1984) er en tidligere japansk fodboldspiller.
Han har spillet for flere forskellige klubber i sin karriere, herunder Yokohama F. Marinos, Sagan Tosu og Kataller Toyama.